# 中央广播电视总台环球资讯广播
中央广播电视总台环球资讯广播，中文简称为环球资讯广播，英文名称CRI News Radio，是中国国际广播电台旗下的一套24小时新闻资讯频率，于2005年6月28日开播，北京地区收听频率为MW900kHz，频率在2005年9月28日在北京地区启用调频FM90.5广播并正式开播。频道口号为“世界在你耳边”（2023年改为“世界在你指尖”）。现由中央广播电视总台新闻中心管理。
此外，环球资讯广播还与部分区县级电台合作落地，区县电台在其中插播自办节目。

## 節目表
|             | 週一                 | 週二～五             | 週六                 | 週日                 |
| ----------- | -------------------- | -------------------- | -------------------- | -------------------- |
| 00:00-01:00 | 環球財富故事         | 資訊有故事           | 資訊有故事           | 資訊有故事           |
| 01:00-02:00 | 環球軍事報道         | 環球閱讀             | 環球閱讀             | 環球閱讀             |
| 02:00-03:00 | 邊走邊看             | 邊走邊看             | 邊走邊看             | 邊走邊看             |
| 03:00-04:00 | 環球閱讀             | 環球閱讀             | 環球閱讀             | 環球軍事報道         |
| 04:00-05:00 | 環球名人坊           | 環球閱讀             | 環球閱讀             | 環球閱讀             |
| 05:00-06:00 | 新聞盤點             | 新聞盤點             | 新聞盤點             | 新聞盤點             |
| 06:00-06:30 | 檔案揭秘             | 檔案揭秘             | 老外看點             | 老外看點             |
| 06:30-08:00 | 直播世界             | 直播世界             | 直播世界             | 直播世界             |
| 08:00-09:00 | 早間第一資訊         | 早間第一資訊         | 早間第一資訊         | 早間第一資訊         |
| 09:00-10:00 | 資訊導航儀           | 資訊導航儀           | 資訊導航儀           | 資訊導航儀           |
| 10:00-11:00 | 資訊有故事           | 資訊有故事           | 環球財富故事         | 環球財富故事         |
| 11:00-12:00 | 環球直播間           | 環球直播間           | 環球直播間           | 環球直播間           |
| 12:00-13:00 | 午間第一資訊         | 午間第一資訊         | 午間第一資訊         | 午間第一資訊         |
| 13:00-13:30 | 老外看點             | 老外看點             | 老外看點             | 老外看點             |
| 13:30-14:00 | 檔案揭秘             | 檔案揭秘             | 檔案揭秘             | 檔案揭秘             |
| 14:00-15:00 | 邊走邊看             | 邊走邊看             | 邊走邊看             | 環球直播間           |
| 15:00-16:00 | 資訊有故事           | 資訊有故事           | 環球軍事報道         | 環球軍事報道         |
| 16:30-17:00 | 檔案揭秘             | 檔案揭秘             | 檔案揭秘             | 檔案揭秘             |
| 17:00-18:00 | 環球新聞眼           | 環球新聞眼           | 環球新聞眼           | 環球新聞眼           |
| 18:00-19:00 | 資訊非常道           | 資訊非常道           | 資訊非常道           | 資訊非常道           |
| 19:00-20:00 | 新聞聯播和資訊空間站 | 新聞聯播和資訊空間站 | 新聞聯播和資訊空間站 | 新聞聯播和資訊空間站 |
| 20:00-21:00 | 新聞盤點             | 新聞盤點             | 新聞盤點             | 新聞盤點             |
| 21:00-22:00 | 大話體壇             | 大話體壇             | 大話體壇             | 大話體壇             |
| 22:00-23:00 | 環球閱讀             | 環球閱讀             | 環球閱讀             | 記者視界             |
| 23:00-00:00 | 新聞盤點             | 新聞盤點             | 新聞盤點             | 新聞盤點             |

## 收听方式

### 收音机
- 北京 90.5MHz MW900kHz 在环球资讯广播开播之前，中波900kHz曾为中国国际广播电台Hit FM使用。另在2006年8月8日，该台中波900kHz频率曾分频开播中国国际广播电台奥运广播[3]，奥运广播使用汉语普通话、法语、西班牙语、阿拉伯语、德语、日语、朝鲜语、德语、英语等语言滚动播出[4]。北京奥运会结束后，该频率恢复播出环球资讯广播的节目。
- 广州 107.1MHz MW702kHz 分別由中山903台及珠海发射，覆蓋廣州及其週邊城市、香港、澳門。该频率在环球资讯广播开播前原为中国国际广播电台华语广播对珠三角和香港、澳门地区播音的频率，分时段播出国际台普通话和广州话节目。
- 天津 105.4MHz 原使用90.6MHz转播，2013年9月起改为現頻率。
- 重庆 91.7MHz
- 忻州 98.1MHz
- 乌鲁木齐 MW1008kHz
- 中东、东北非 SW：13810kHz、11790kHz (发射时间：北京时间：2000-2200，由喀什2022台发射 )

- 上海 102.5MHz 实际由崇明电台发射，2020年6月初已停播。
- 南京 92.3MHz 实际上为溧水区电台，已改為播出自辦節目。
- 成都 88.9MHz 已改為播出自辦節目。
- 合肥 90.1MHz 从2020年8月起已无法收听。
- 芜湖 89.4MHz 从2021年1月15日起已无法收听。
- 烟台 88.4MHz 从2017年8月起已无法收听。
- 厦门 90.1MHz 实际上在泉州、漳州和金门亦可接收，2017年7月改为转播HIT FM。
- 海口 104.4MHz 实际由海口电台生活广播发射，2019年停播，原频率改回海口电台生活广播的自办节目。
- 长沙 103.9MHz 实际由湘阴电台发射，长沙与岳阳南部地区亦可接收，2016年底停播。
- 池州 101.9MHz 从2021年1月15日起已无法收听。
- 宜宾 103.3MHz
- 武汉 90.0MHz 从2020年起开始停播，原频率改为转武汉新闻综合广播的频率。
- 石家庄 92.2MHz 已改為播出自辦節目。

### 其他
在中星6E和亚太6C上可以接收到電台衛星直播訊號。
可在中央廣播電視總台旗下的網上音訊平台雲聽收聽直播及點播節目。
在2022年6月下旬之前，在蜻蜓FM、喜马拉雅FM等软件可以收听环球资讯的在线广播。2022年6月总台强化版权管控以后，除央视频APP、云听APP、央视新闻APP、学习强国APP等平台外，多数非中央平台已无法搜索到环球资讯广播。